# Cantonul Blangy-sur-Bresle
Cantonul Blangy-sur-Bresle este un canton din arondismentul Dieppe, departamentul Seine-Maritime, regiunea Haute-Normandie, Franța.

## Comune
| Comune                   | Populație (1999) | Cod poștal | Cod INSEE |
| ------------------------ | ---------------- | ---------- | --------- |
| Aubermesnil-aux-Érables  | 203              | 76340      | 76029     |
| Bazinval                 | 299              | 76340      | 76059     |
| Blangy-sur-Bresle        | 3 405            | 76340      | 76101     |
| Campneuseville           | 485              | 76340      | 76154     |
| Dancourt                 | 264              | 76340      | 76211     |
| Fallencourt              | 148              | 76340      | 76257     |
| Foucarmont               | 1 045            | 76340      | 76278     |
| Guerville                | 408              | 76340      | 76333     |
| Hodeng-au-Bosc           | 555              | 76340      | 76363     |
| Monchaux-Soreng          | 668              | 76340      | 76441     |
| Nesle-Normandeuse        | 576              | 76340      | 76460     |
| Pierrecourt              | 455              | 76340      | 76500     |
| Réalcamp                 | 614              | 76340      | 76520     |
| Rétonval                 | 190              | 76340      | 76523     |
| Rieux                    | 576              | 76340      | 76528     |
| Saint-Léger-aux-Bois     | 455              | 76340      | 76598     |
| Saint-Martin-au-Bosc     | 173              | 76340      | 76612     |
| Saint-Riquier-en-Rivière | 135              | 76340      | 76645     |
| Villers-sous-Foucarmont  | 205              | 76340      | 76744     |